# پاستوکووک

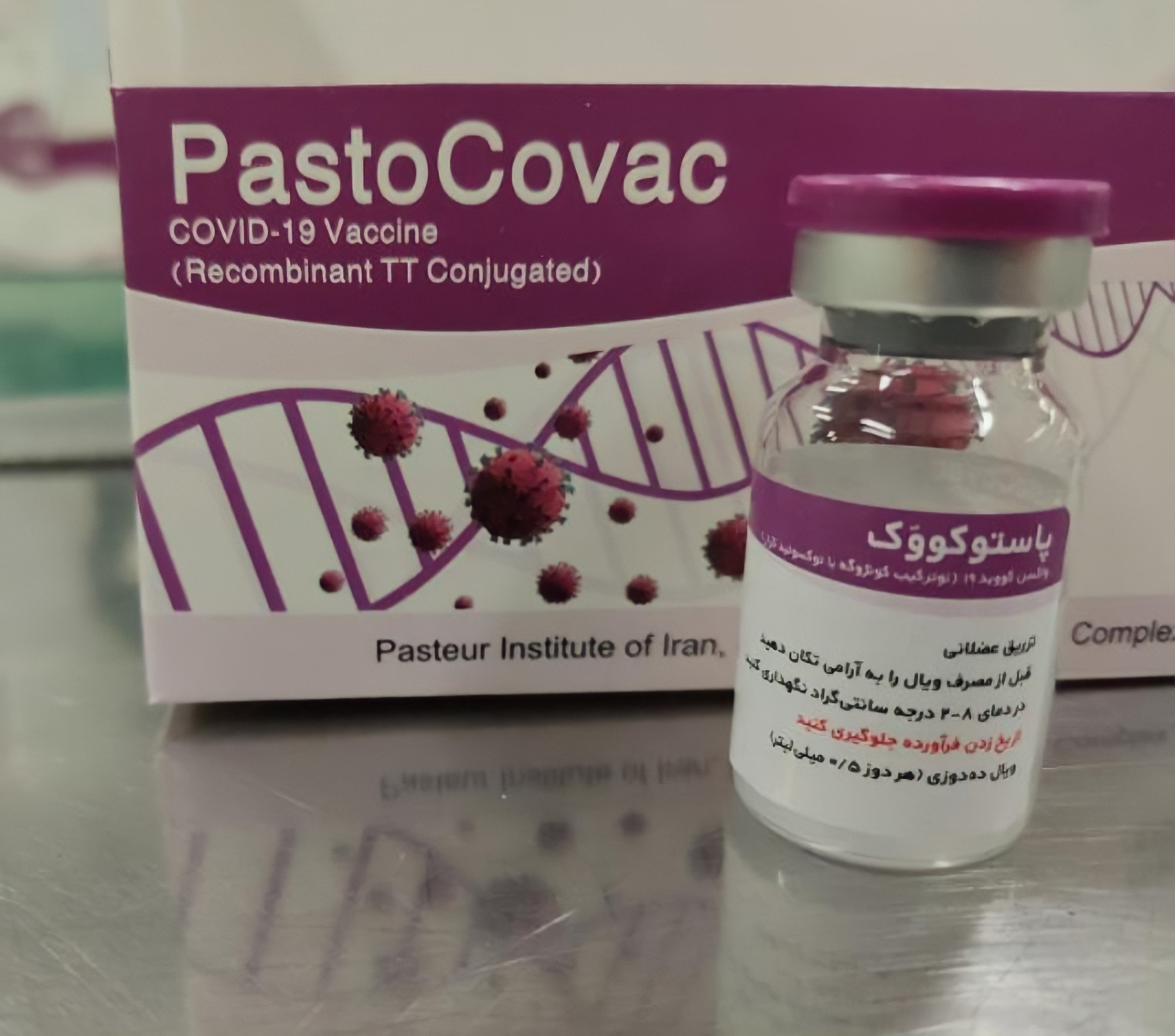
واکسن پاستوکووک

پاستوکووک (PastoCovac) یک واکسن کووید-۱۹ است که با مشارکت موسسه فینلای کوبا (به اسپانیایی: Instituto Finlay de Vacunas) و انستیتو پاستور ایران ایران ساخته شده است. این واکسن شامل دو دز و یک دز یادآور یا بوستر (Booster dose) با نام پاستوکووک پلاس (PastoCovac Plus) است. این واکسن‌ها در کوبا با نام‌های سوبرانا ۰۲ و سوبرانا پلاس تولید می‌شوند. واکسن‌های پاستوکووک و پاستوکووک پلاس، واکسن‌های با زیرساخت پروتئین نوترکیب هستند. واکسن پاستوکووک کونژوگه با توکسوئید کزار است.
ایران مجوز اضطراری این واکسن را در اوایل تیر ۱۴۰۰ صادر کرد تا ۱۲ دی ماه ۱۴۰۰؛ هشت میلیون دوز از این واکسن به وزارت بهداشت ارایه گردید.
به نوشته ایرنا، محققان ایرانی و کوبایی در حال باز طراحی این واکسن برای مقابله با سویه امیکرون هستند. این واکسن تنها واکسن ایرانی است که مطالعات آن در دو کشور (ایران و کوبا) انجام شده‌است و در ۴ کشور (ایران، کوبا، نیکاراگوئه و ونزوئلا) مجوز استفاده دارد. برای تولید این واکسن در کشورهای غنا و آرژانتین نیز برنامه ریزی هایی انجام شده است.
در راستای همکاری مشترک ایران و کوبا، جایزه ملی کشور کوبا (جایزه ملی کارلوس جی فینلای) به رییس انستیتو پاستور ایران برای مشارکت مؤثر در تولید واکسن سوبرانا اهدا گردید. نشان ملی کارلوس جی فینلای به سبب شایستگی ها و مشارکت در توسعه علوم طبیعی یا اجتماعی کوبا و پیشرفت های علمی در خدمت بشریت به شخصیت های علمی ملی و خارجی اهدا می شود. 

## مطالعات بالینی

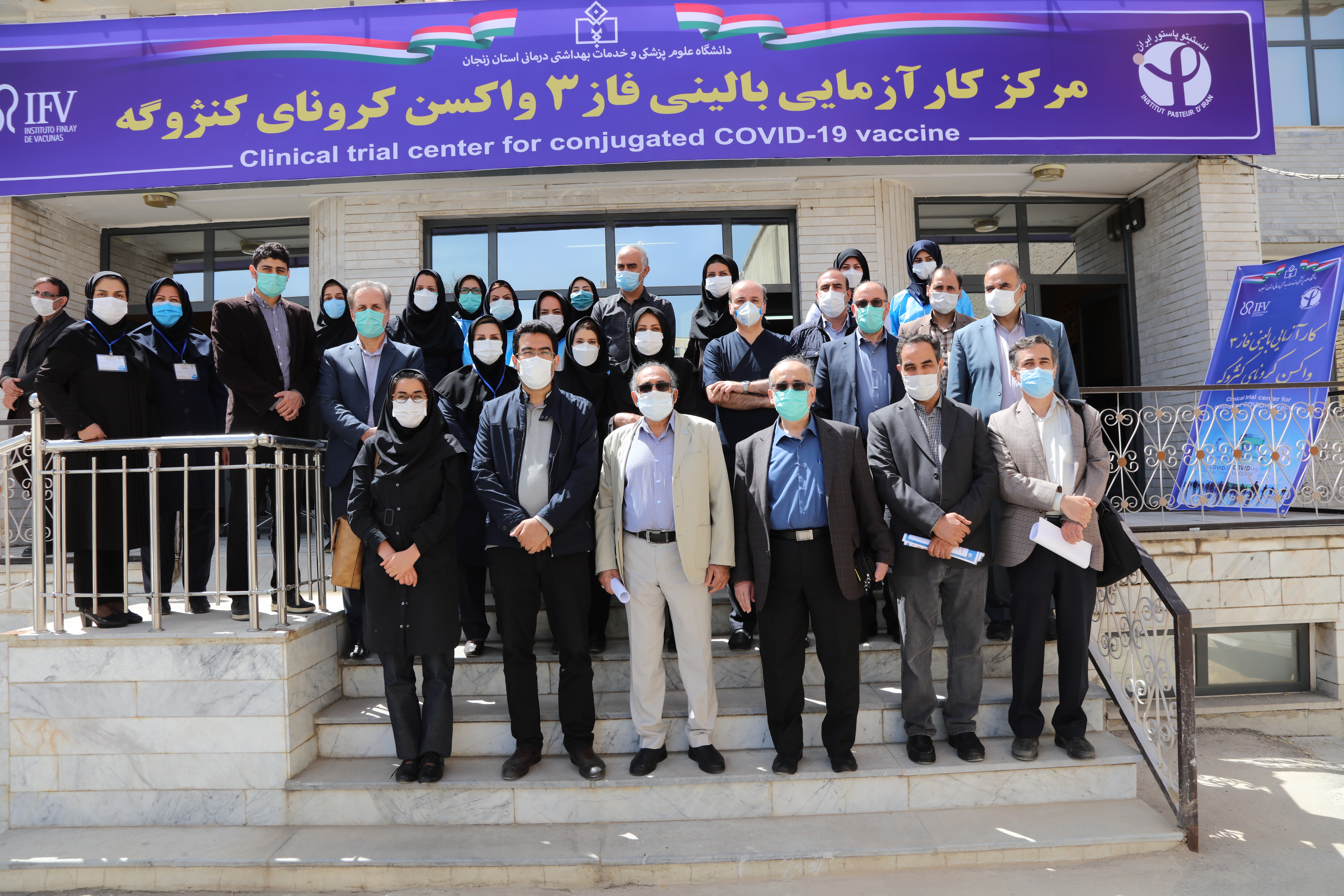
تیم اجرایی کارآزمایی بالینی فاز 3 واکسن در شهر زنجان (یکی از هشت شهر مطالعه)، خردادماه 1400

مراحل اول و دوم آزمایش انسانی این واکسن در کشور کوبا و مرحله سوم کارآزمایی بالینی با مشارکت دو کشور ایران و کوبا انجام شده‌است. 
مرحله سوم کارآزمانی در ایران در ۶ اردیبهشت ۱۴۰۰ با حضور سعید نمکی وزیر اسبق بهداشت ایران در دانشگاه علوم پزشکی اصفهان آغاز شد. در این مرحله ۲۴ هزار داوطلب ایرانی از هشت شهرستان ایران و ۴۴ هزار داوطلب کوبایی مشارکت داشتند. در ۳۰ خرداد ۱۴۰۰ تزریق دز دوم این واکسن در ایران به پایان رسید و پس از آن دز یادآور تزریق شد.

### اثربخشی واکسن
احسان مصطفوی، مدیر علمی و اجرایی پروژهٔ کارآزمایی بالینی این واکسن، اظهار داشته که طبق بررسی ۲۴۰۰۰ نفر از ایران که در فاز سوم کارآزمایی بالینی این مطالعه در ایران شرکت کردند، اثربخشی واکسن پاستوکووک بر اساس نتایج گزارش میانی مطالعه در پیشگیری از فرم‌های علامت‌دار بیماری در رژیم ۲ دوزه ۵۱/۳۱ درصد و در رژیم سه‌دوزه ۷۰/۵۸ درصد بود و اثربخشی واکسن درموارد قطعی بستری در رژیم ۲ دوزه ۷۶/۷۸ درصد و در رژیم سه دوزه ۹۱/۷۶ درصد و در پیشگیری از موارد قطعی شدید اثربخشی واکسن در رژیم ۲ دوزه ۷۸/۳۵ درصد و در رژیم سه دوزه ۸۳/۵۲ درصد بود. لازم است ذکر شود که در این بررسی، ۵۹/۹ درصد شرکت‌کنندگان مطالعه مرد و بقیهٔ داوطلبان زن بودند. میانگین و میانهٔ سنی داوطلبان ۳۹/۴ و ۳۸ سال بود. در مجموع ۲۹/۳ درصد داوطلبان دارای حداقل یک بیماری زمینه‌ای بودند. همچنین او اعلام کرده: «انتظار می‌رود اثربخشی واکسن دربارهٔ موارد مرگ هم بالای ۹۰ و نزدیک ۱۰۰ درصد باشد، اما داده‌های مطالعهٔ‌ما دربارهٔ اثربخشی پیشگیری از مرگ قضاوتی کاملی را نمی‌توان درباره‌اش داشت.»

### عوارض جانبی واکسن
دکتر احسان مصطفوی، اپیدمیولوژیست انستیتو پاستور ایران در خصوص عوارض این واکسن گفته است: در کارآزمایی بالینی این واکسن در ایران، حدود ۳۸ درصد افراد در تزریق اول،۳۶ درصد در تزریق دوم و ۲۵ درصد در تزریق سوم عوارض موضعی مثل درد و التهاب در محل تزریق گزارش کرده بودند. در مورد عوارض سیستمیک این اعداد کمی بالاتر بود. در تزریق اول ۲۹ درصد، تزریق دوز دوم ۲۴ درصد و تزریق دوز سوم حدود ۱۸ درصد، حداقل یک عارضه سیستمیک مثل سر درد، تب، کوفتگی بدن و بدن‌ درد را گزارش کردند.

## انتشار مقالات علمی و کسب تاییدیه های بین المللی

تا به امروز هشت مقاله از نتایج مراحل مختلف توسعه و کارآزمایی بالینی این واکسن در مجلات معتبر بین المللی چاپ شده و در معرض دید عموم قرار گرفته است. بعضی از این مقالات بصورت مشترک با ایران و کوبا نگارش شده است.  مستندات مطالعات انجام شده بر روی این واکسن در اختیار سازمان بهداشت جهانی قرار گرفته و در مرحله ارزیابی برای تائیدیه این سازمان معتبر بین المللی است.

## پاستوکووک پلاس، دوز تقویتی سایر واکسن های کشور
واکسن پاستوکووک پلاس بعنوان بعنوان دوز سوم (تقویتی) برای افرادی که تمام واکسن‌های دیگر موجود در ایران را تزریق کرده‌اند قابل استفاده است و تزریق آن از آبان ۱۴۰۰ آغاز گردید.

## واکسیناسیون افراد زیر ۱۸ سال
واکسن پاستوکووک برای تزریق به افراد ۲ تا ۱۸ سال از سازمان غذا و دارو مجوز مصرف دریافت کرده‌است و از ۴ دیماه ۱۴۰۰ در رده سنی ۹ تا ۱۲ سال نیز مورد استفاده قرار می‌گیرد. براساس گفته‌های دکتر علیرضا بیگلری، رئیس انستیتو پاستور ایران، نتیجه مطالعات نشان داده که این واکسن در افراد زیر هجده سال نیازی به واکسن یادآور ندارد و ۲ دز (پاستوکووک) برای رسیدن به ایمنی مطلوب کافی است.

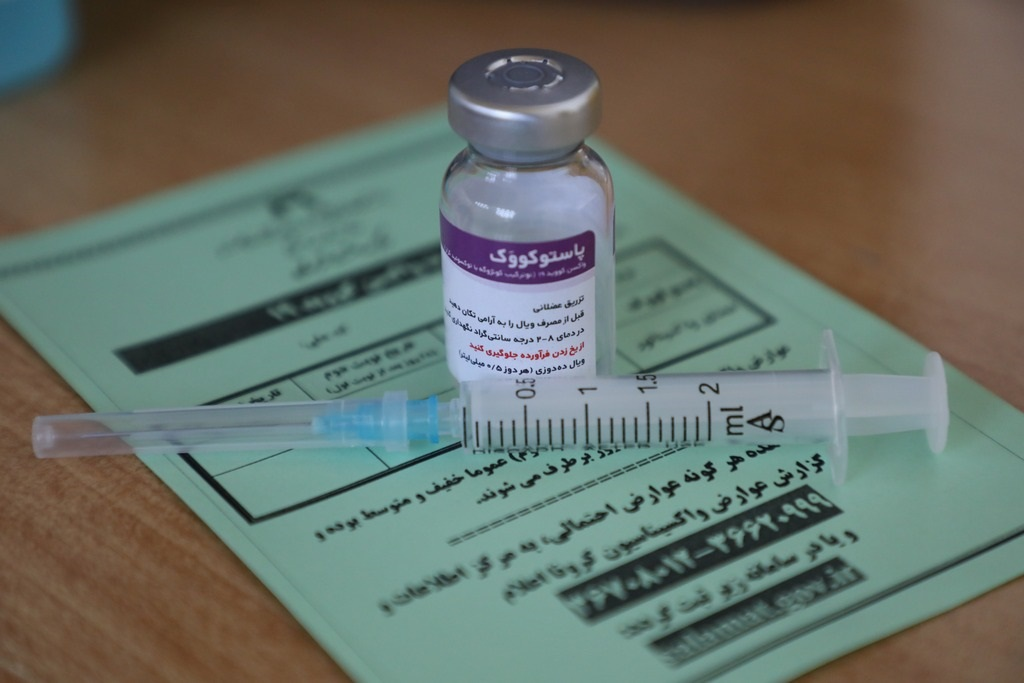
تزریق واکسن پاستوکووک برای افراد دو سال به بالا

در کارآزمایی بالینی فاز ۱ و ۲ در کودکان و نوجوانان دو تا هیجده ساله در کشور کوبا، ۳۵۰ نفر وارد مطالعه شده اند. متعاقب تزریق ۲ دوز از این واکسن عوارض گزارش شده در کودکان نیز مشابه بزرگسالان یعنی خفیف و غیر جدی بوده است. الگوی بی خطری واکسن در این گروه سنی مشابه بالغین ۱۹ تا ۲۹ ساله بوده است. بعد از دریافت ۲ دوز واکسن، افزایش چهار برابری تیتر آنتی بادی در ۹۹/۳ درصد کودکان ۳ تا ۱۱ سال و ۹۲/۹ کودکان ۱۲ تا ۱۸ سال مشاهده گردیده است. در عین حال کشور کوبا چند ماه زودتر از ایران واکسیناسیون کودکان خود را با همین واکسن اغاز کرده است که واکسیناسیون عمومی در کوبا نیز گویای عدم گزارش عوارض جدی در کودکان بوده است. با توجه به این شواهد، در ایران نیز مجوز واکسیناسیون کودکان دو تا هجده سال به این واکسن داده شد؛ ابتدا رده سنی دوازده تا هجده سال و بعد از آن رده سنی زیر دوازده سال این واکسن را دریافت می کنند. مقاله مطالعه مربوط به کودکان نیز به زودی در معرض دید عموم قرار خواهد گرفت .

## محدودیت دسترسی به واکسن پاستوکووک پلاس

واکسن پاستوکووک پلاس تولیدی انستیتو پاستور ایران

دکتر علیرضا بیگلری، رئیس‌ انستیتو پاستور ایران گفته است: برنامه ریزی لازم انجام شده بود که 10 میلیون دز واکسن برای کودکان و 5 میلیون دز  نیز برای بزرگسالان در اختیار وزارت بهداشت قرار گیرد. از 5 میلیون دوز مورد استفاده در بزرگسالان، 3 میلیون دوز واکسن پاستوکووک و دو میلیون دوز هم واکسن پاستوکووک پلاس بوده است. ما واکسن پاستوکووک پلاس را به‌اندازه و متناسب با دُز اول و دوم واکسن پاستور تولید کرده بودیم یعنی به ازای هر دو دُز واکسن پاستوکووک یک دُز واکسن پاستوکووک پلاس تولید کرده بودیم. اما در چندماه اخیر با وجود استقبال بسیار خوب و زیاد، به طور وسیع به عنوان دُز سوم همه واکسن‌ها مورد استفاده قرار گرفت. افرادی که واکسن سینوفارم تزریق کرده‌اند که حدود چهل میلیون نفر هستند همچنین کسانی که سایر واکسن ها را تزریق کرده‌اند اگر بخواهند واکسن پاستوکووک پلاس را هم به عنوان دُز سوم استفاده کنند، عملا نشدنی است و چنین حجم تولیدی در کوتاه مدت پیش بینی نشده بود. تولید هر واکسن از شش ماه قبل برنامه‌ریزی می‌شود و زمانی که ما در انستیتور پاستور ایران به دنبال تولید این واکسن بودیم، قرار نبود دُز سوم به این سرعت مورد استفاده قرار بگیرد. علاوه‌بر این باتوجه به اینکه واکسن پاستوکووک مجوز مصرف کودکان را دارد و در کودکان نیازی به دُز پلاس نیست و در بزرگسالان نیز به ازای هر دو دُز یک دُز پلاس تولید می‌شود، ما متناسب با برنامه‌ریزی و نیاز خودمان دُز پلاس را تولید کرده بودیم. شش ماه پیش کسی به دُز سوم واکسن کرونا فکر نمی‌کرد اما ما در انستیتو پاستور ایران، واکسن پاستوکووک را به صورت سه دُز تعریف کرده بودیم. برای رفع کمبود واکسن پاستوکووک پلاس دو برنامه در دستور کار قرار گرفته است: نخست اینکه تولید دُز پاستوکووک پلاس را افزایش دهیم، البته این بدان معنی نیست که تضمین کنیم می‌توانیم متناسب با حدود شصت میلیون نفری که سایر واکسن ها را تزریق کرده‌اند، واکسن پاستوکووک پلاس تولید کنیم. راه‌حل دومی که به دنبالش هستیم این است که برای افرادی که واکسن سینوفارم تزریق کرده‌اند که تعدادشان به نسبت افرادی که سایر واکسن‌ها را تزریق کرده‌اند بیشتر است، بتوانیم از واکسن‌ پاستوکووک به عنوان دُز سوم استفاده کنیم. در این مسیر کارآزمایی‌های بالینی را آغاز کرده‌ایم. 